# Очаровательный кишечник. Как самый могущественный орган управляет нами
«Очаровательный кишечник. Как самый могущественный орган управляет нами» (нем. Darm mit Charme: Alles über ein unterschätztes Organ) — научно-популярная книга, написанная на немецком языке Джулией Эндерс и изданная в 2014 году. В 2016 году была переведена на русский язык А. А. Перевощиковой и опубликована в издательстве «Эксмо» под редакцией доктора медицинских наук профессора Семёна Исааковича Рапопорта. Всего в мире продано более 2 миллионов экземпляров этой книги.

## Об авторе
Джулия Эндерс (нем. Giulia Enders) родилась в Германии в 1990 году. Изучала гастроэнтерологию в аспирантуре Франкфуртского университета им. Гёте. В 2014 году в Германии была опубликована ее дебютная книга «Очаровательный кишечник», которая впоследствии была переведена на французский, итальянский, английский, русский и другие языки. Свою докторскую диссертацию Джулия Эндерс защитила в Институте микробиологии во Франкфурте-на-Майне.

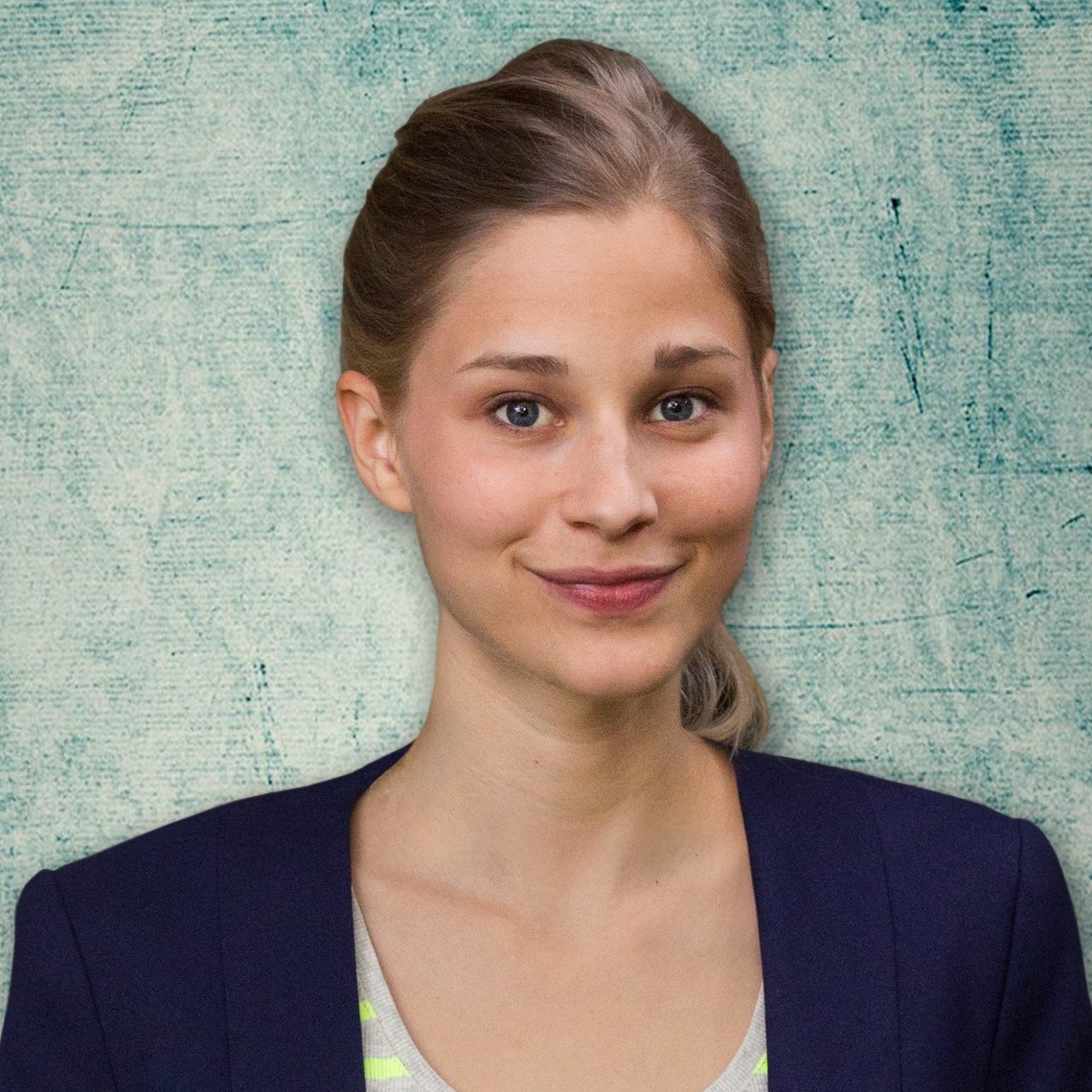
Автор книги «Очаровательный кишечник» Джулия Эндерс

## Содержание
Весь сюжет книги сосредоточен на кишечнике, деятельность которого влияет на самочувствие человека сильнее, чем многие могут себе представить. Не все люди, страдающие проблемами с пищеварением, знают, что эти проблемы могут быть вызваны деятельностью нервной системы кишечника, которая отправляет сигналы в область головного мозга, а та в свою очередь отвечает за формирование негативных эмоций. Вследствие этого человек чувствует себя подавлено и не может понять, чем все это вызвано. Даже посещение психотерапевта не всегда может помочь определить причину. Работа кишечника оказывает влияние на память и эмоции, а иногда может вызывать депрессию у человека.
Книга Джулии Эндерс написана с научной точки зрения, но при этом автор не забыла и про юмор. В книге достаточно часто она затрагивает деликатные темы, рассуждает о пищеварительном процессе, изжоге и слюноотделении. Автор утверждает, что кишечник — это отдельная экосистема внутри нашего организма, у которой есть особенности строения, функционирования, есть его собственная нервная система и мозг. То, что происходит в кишечнике, влияет на работу всего организма. Бактериальный состав кишечника позволяет определить регион проживания человека, его возраст и телосложение. Некоторые бактерии, живущие в кишечнике, притупляют чувство страха у человека, другие могут способствовать появлению психических заболеваний. Текст сопровождают тематические схемы и рисунки.
В книге уделяется место необычными фактами о кишечнике и научным открытиям, которые способствуют борьбе с лишним весом. Описаны сложные процессы пищеварения, которые проходят в организме.
Кишечник — это орган, который имеет больше нервных клеток, чем спинной мозг. Кишечник отвечает за эмоции и настроение.
Книга «Очаровательный кишечник» разделена на три раздела: «Очаровательный кишечник», «Нервная система кишечника», «Мир микробов». Первый раздел книги посвящен строению желудочно-кишечного тракта, аллергии и непереносимости. Второй раздел о нервной системе кишечника, о движении пищи в организме, о мозге и кишечнике, синдроме раздраженного кишечника. Третий раздел книги посвящен микрофлоре и иммунитету, роли микрофлоры в организме человека, плохим бактериям и паразитам, и хорошим бактериям.

## Отзывы
Семён Исаакович Рапопорт заявляет, что книга дает общее представление о пищеварительном тракте человека и его функционировании, объясняет нарушения функций пищеварительной системы, дает рекомендации о том, как человек может справиться с этими сложностями. Уделяется место описанию аллергий, глютеновой непереносимости, непереносимости фруктозы и лактозной недостаточности.
Книга, хотя и относится к разряду популярных, дает представление о том, насколько сложна система пищеварения, как она зависит от состояния центральной нервной системы, представителей микрофлоры и паразитов, населяющих ее различные отделы, и о многом другом.Заслуженный деятель науки РФ, доктор медицинских наук, профессор С.И. Рапопорт
Автор книги объясняет сложные вещи простым языком, что стало характерным для научно-популярных книг нашего времени. Книга печатается большими тиражами и стала бестселлером потому, что в ней отсутствуют сложные научные термины, она доступна для понимания тем, у кого нет медицинского образования.